# Yurie Omi
Yurie Omi (近江友里恵?, Ōmi Yurie; 26 luglio 1988) è una giornalista giapponese.
È nata nella Prefettura di Kōchi e cresciuta a Tokyo. Laureata all'Università di Waseda, è stata assunta da NHK nel 2012. È apparsa sul programma geografico della NHK Bura Tamori con Tamori, dove ha avuto molta popolarità.

## Storia
Omi è nata nella Prefettura di Kōchi. Suo padre è un dottore che dirige una clinica. In giovane età si trasferì con la sua famiglia a Tokyo.
Era una bambina troppo timida per fare un discorso in pubblico. Per superare la sua caratteristica timida, è entrata a far parte di un club televisivo quando era una studentessa delle medie. Quando era una studentessa delle scuole superiori, la sua squadra vinse un premio al concorso televisivo della NHK.
Quando era una studentessa universitaria, si è impegnata nello stage per la TV Asahi Ask, ed è apparsa su alcuni programmi di notizie.
Nell'aprile 2012 è stata assunta da NHK. Dopo diversi mesi di addestramento è stata inviata alla Filiale Kumamoto di NHK nella prefettura di Kumamoto. Nel 2014 è stata trasferita nella Filiale di Fukuoka nella prefettura di Fukuoka.
A marzo 2016 è stata richiamata alla Stanza degli Annunci di Tokyo. Lì è stata nominata navigatore generale incaricato di un angolo nel programma di notizie del mattino NHK News Ohayō Nippon. Allo stesso tempo, è stata nominata Assistente del programma geologico Bura Tamori. Ha servito questi programmi per due anni.
Omi ha visitata la Sicilia come navigatore una tantum per filmare la sua passeggiata di sei giorni dell'antico sentiero siciliano da San Leone a Sutera per l'ultimo episodio del documentario Ippon-no-Michi in onda su NHK BS Premium il 20 marzo 2018.
Dall'aprile 2018 Omi è stata una dei principali presentatori di Asaichi, un talk show dal vivo di infotainment mattutino, con i comici Hanamaru-Daikichi Hakata.